# Visual FoxPro
 (août 2006).
FoxPro et Visual FoxPro (VFP) sont des outils ayant été commercialisés par Fox Software puis par Microsoft de 1989 à son abandon en 2007. Visual FoxPro comprend un langage de programmation, un moteur de base de données relationnelles et un environnement de développement intégré (IDE). Il est utilisé pour gérer les données, organiser des tables d'informations par des requêtes, en créant une gestion intégrée de base de données de type relationnelles (DBMS). La dernière version permet de construire des solutions complètes, depuis les formulaires d'acquisitions jusqu’aux sorties de rapports complexes dans un environnement client/serveur, bureautique ou pour le web. En mars 2007, Microsoft annonce l'abandon de ce logiciel, qui sera toutefois supporté jusqu'en janvier 2015 pour la dernière version.

## Historique
Ce logiciel est d'abord développé par Dave Fulton et Bill Ferguson comme un clone de dBase version 2 et est publié en 1984 sous le nom de FoxBASE ; FoxBASE+ sort en 1986 et est un clone de dBase 3. Le développement continue sous le nom de FoxPro chez Fox Software, et la version 1 est publiée pour MS-DOS en 1989. En 1992, Microsoft rachète FoxPro ; peu après paraît la première version de FoxPro pour Microsoft Windows.
En 1995, le logiciel subit une évolution majeure : il est renommé Visual FoxPro et devient orienté objet, alors que FoxPro était un langage procédural. La dernière version de Visual FoxPro est publiée en 2005 et l'abandon du développement officiellement annoncé en 2007.

## Prérequis matériel
Visual Foxpro fonctionne sur PC avec un processeur Pentium, Mémoire 64 Mo de RAM minimum; (128 Mo ou plus recommandé), 165 Mo d’espace disque pour une installation typique ; 20 Mo d’espace disque pour les prérequis de la dernière version. Visual Foxpro s'installe sur différents systèmes d'exploitation dont Microsoft Windows 2000 avec Service Pack 3 ou plus, Microsoft Windows XP et Microsoft Windows Server 2003.

## Visual FoxPro 9.0
VFP a une excellente compatibilité ascendante : un code écrit avec des versions antérieures peut toujours fonctionner et, avec un minimum de travail, être maintenu et amélioré.[réf. nécessaire]

### Améliorations de Visual FoxPro 9.0
VFP devient un outil de développement rapide (et durable) d'applications (RAD) permettant aux développeurs de concevoir des applications d’aspect sophistiqué avec un minimum d’efforts.
- Echange des données avec les serveurs SQL via un langage SQL aux capacités améliorées et un support des nouveaux types de données.
- Amélioration de l'interface utilisateur permettant d'ancrer les formulaires et contrôles et meilleur support des images.
- Personnalisation de l’affichage de la fenêtre des propriétés suivant vos propres choix, éditeur personnel, fontes des caractères et réglage des couleurs
- Construction et déploiement d'applications locales ou distantes pour les tablettes PC Windows.
- Création et accès aux composants COM et services compatibles Web XML par l'utilisation de la technologie .NET.
- Les nouveaux types de données Varchar, Varbinary et Blob améliorent l'interaction avec les serveurs de type SQL.
- Améliorations et extensions du langage SQL - plus de possibilités avec les fonctions SELECT, INSERT, UPDATE et DELETE.
- CAST() - nouvelle fonction permettant la conversion entre divers types de données.
- Nouvel Index Binaire - support du nouveau type d'index pour l'amélioration des performances lors de l'utilisation du TAG DELETED.
- Adaptateur XML - amélioration du support des boucles hiérarchiques imbriquées XML et XSD